# Konzultant
Konzultant (v anglickém originále The Counselor) je americký filmový thriller z roku 2013. Režisérem filmu je Ridley Scott. Hlavní role ve filmu ztvárnili Michael Fassbender, Cameron Diaz, Javier Bardem, Penélope Cruzová a Brad Pitt.

## Obsazení
| Michael Fassbender | Konzultant        |
| Cameron Diaz       | Malkina           |
| Javier Bardem      | Reiner            |
| Penélope Cruzová   | Laura             |
| Brad Pitt          | Westray           |
| Rosie Perez        | Ruth              |
| Richard Cabral     | mladý muž         |
| Natalie Dormerová  | The Blonde        |
| Édgar Ramírez      | kněz              |
| Bruno Ganz         | dealer s diamanty |
| John Leguizamo     | Randy             |